# Black Brant

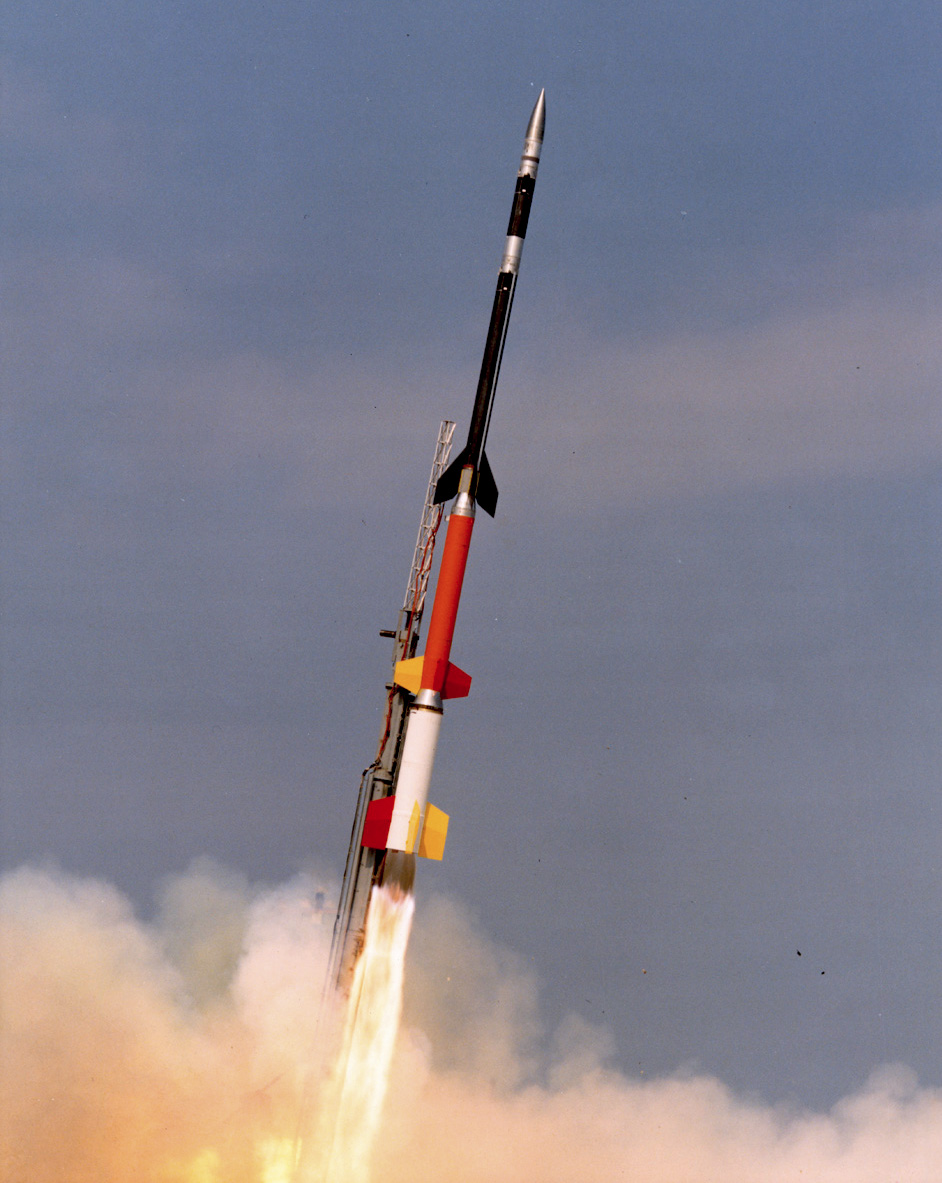
Start rakiety Black Brant XII

Black Brant (dosł. ang. bernikla czarna, łac. Branta bernicla nigricans) – rodzina kanadyjskich rakiet sondażowych budowanych przez Bristol Aerospace w Winnipeg w prowincji Manitoba. Do pierwszego lotu doszło 5 września 1959 r. (wariant Black Brant I) z poligonu rakietowego przy bazie wojskowej Fort Churchill. Od tego momentu wystrzelono ich setki i wprowadzano ich kolejne wersje. Rakiety te wykorzystywane są do badań m.in. przez Kanadyjską Agencję Kosmiczną i amerykańską NASA. Wszystkie są napędzane paliwem stałym i przeznaczone są do lotów suborbitalnych; ich osiągi są zróżnicowane w zależności od konfiguracji, niemniej ich przeważająca część przekracza linię Kármána (100 km n.p.m.) będącą umowną granicą przestrzeni pozaziemskiej.
25 stycznia 1995 roku doszło do incydentu związanego z rakietą: planowo odpalona z poligonu Andøya rakieta Black Brant XII wywołała fałszywy alarm w siłach strategicznych  Federacji Rosyjskiej. Szybko wznoszący się obiekt był podejrzewany o przenoszenie ładunku jądrowego, a prezydent, minister obrony i szef Sztabu Generalnego Federacji Rosyjskiej rozważali rozkaz do własnego uderzenia jądrowego.
Nazwę rakiety zawdzięczają bernikli czarnej (w jęz. ang. zwanej także pacific brent goose) – amerykańskiemu podgatunkowi bernikli obrożnej, dużego arktycznego ptaka wodnego z rodziny kaczkowatych (podrodzina: gęsi).

## Warianty

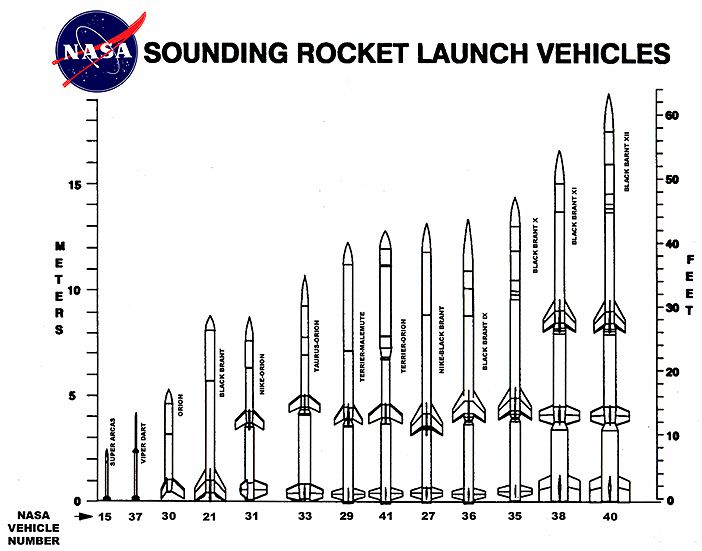
Porównanie rozmiarów różnych rakiet sondażowych

Od momentu wprowadzenia wykorzystano wiele wariantów rakiet z tej rodziny. Pierwsze były jednostopniowe i cechowały się mniejszymi możliwościami: Black Brant I oraz debiutująca 12 października 1960 r. i wycofana w 1974 r. Black Brant IIA i warianty Black Brant V: VA, VB, VC – wszystkie były przeznaczone do wyniesienia do 68 kg (choć na różne wysokości). Z kolei wystrzeliwana w latach 1962–1984 jeszcze mniejsza Black Brant III wynosiła do 18 kg.
24 czerwca 1964 r. zadebiutowała wersja dwuczłonowa Black Brant IVA zdolna do wyniesienia 18 kg, ale na wysokość 1000 km.  Następnie rodzina wzbogaciła się o jeszcze mniejsze rakiety opracowywane na zlecenie United States Army: w 1969 r. do użytku weszła jednostopniowa jeszcze mniejsza, ważąca zaledwie 100 kg przy 12 cm średnicy, Black Brant VI. Pracowano też nad jeszcze mniejszą wersją siódmą.
W latach 70. po raz pierwszy przedstawiono warianty wykorzystujące w pierwszym stopniu jednostki napędowe pocisków wojskowych wycofanych z użytku, co zwiększyło możliwości tych rakiet. 4 grudnia 1975 r. po raz pierwszy wystrzelono typ Black Brant 8, wykorzystujący jako pierwszy stopień człon rakietowy Nike. W latach 80. wprowadzono warianty korzystające z pierwszego stopnia pocisków rakietowych typu RIM-2 Terrier: 14 sierpnia 1981 r. po raz pierwszy wystrzelono trzystopniową Black Brant X. 16 marca 1982 r. dwustopniową wersję Black Brant IX. Pierwsze stopnie ostatnich wariantów oparto na silnikach wycofanych ze służby rakiet RIM-8 Talos: 30 września 1988 r. po raz pierwszy wystrzelono czterostopniową Black Brant XII, a 1 lutego 1990 r. trzystopniową Black Brant XI.
| Wariant                                    | Pierwszy start    | Ostatni start     | Liczba stopni | Udźwig                                                                              | Silnik 1. stopnia                          | Silnik 2. stopnia                      | Silnik 3. stopnia | Silnik 4. stopnia | Uwagi |
| ------------------------------------------ | ----------------- | ----------------- | ------------- | ----------------------------------------------------------------------------------- | ------------------------------------------ | -------------------------------------- | ----------------- | ----------------- | --- |
| Black Brant I                              | 1959              | 1963              | 1             | 68 kg na 225 km                                                                     | 15KS25000 Ciąg 111 kN                      | –                                      | –                 | –                 | – |
| Black Brant IIA                            | 1960              | 1974              | 1             | 68 kg na 274 km                                                                     | 15KS25000 Ciąg 89 kN (inne: 111 kN)        | –                                      | –                 | –                 | – |
| Black Brant IIB                            | 1963              | 1963              | 1             | 100 kg na 200 km                                                                    | 23KS20000 Ciąg 89 kN                       | –                                      | –                 | –                 | Dłużej pracujący silnik, produkcja zakończona po 4 lotach testowych. Wnioski wykorzystane przy IIA i III. |
| Black Brant III (IIIA, IIIB)               | 1962              | 1984              | 1             | 18 kg na 177 / 220 km                                                               | IIIA: 9KS11000 IIIB: 12KS10000             | –                                      | –                 | –                 | Uznany za stabilny w kwietniu 1964                                                                        |
| Black Brant IVA                            | 1964              | 1976              | 2             | 18 kg na 850 km                                                                     | 15KS25000                                  | 9KS11000                               | –                 | –                 | – |
| Black Brant IVB                            | 1971              | 1981              | 2             | 18 kg na 950 km                                                                     | 15KS25000                                  | 12KS10000                              | –                 | –                 | Ulepszona wersja IVA, oparta na VB                                                                        |
| Black Brant VA                             | 1966              | 1999              | 1             | 68 kg na 170 km                                                                     | 15KS25000                                  | –                                      | –                 | –                 | – |
| Black Brant VB/VC                          | VB: 1965 VC: 1970 | VB: 2002 VC: 2013 | 1             | VB: 68 kg na 400 km VC: 68 kg na 350 km                                             | 26KS20000                                  | –                                      | –                 | –                 | VB oferuje nieco wyższe osiągi od VC. Odnotowane stosowanie większych ładunków, np. „typowy 270 kg”       |
| Black Brant VI                             | 1969              | 1979              | 1             | 9? kg ok. 75 km (rekordowy wzlot na 95 km)                                          | Ciąg tylko 7 kN                            | –                                      | –                 | –                 | – |
| Black Brant VII                            | 1970              | 1972              | 1             | 9 kg, do 40 km                                                                      | –                                          | –                                      | –                 | –                 | Program rozwojowy przerwany                                                                               |
| Black Brant VIII (8B, 8C) Nike Black Brant | 8B: 1975 8C: 1976 | 2004              | 2             | 136 kg na 430 km 408 kg na 230 km                                                   | Nike                                       | –                                      | –                 | –                 | Wersja 8B: Nike + VB, 8C: Nike + VC Misje NASA i US Air Force                                             |
| Black Brant IX                             | 1982              |                   | 2             | W zależności od wariantu do ~140 kg na >1000 km ~200 kg na 800 km ~360 kg na 500 km | Terrier Mk.12 mod.: Terrier Mk.70 (TX-664) | Black Brant VB lub VC                  | –                 | –                 | Jeden lot Black Brant IX Mod 2 (1 listopada 2008) z White Sands, z drugim członem VC,                     |
| Black Brant X                              | 1981              |                   | 3             | 90 kg na 1200 km 317 kg na 550 km                                                   | Terrier Mk.12 mod.: Terrier Mk.70 (TX-664) | Black Brant VB lub VC                  | Nihka / 17KS12000 | –                 | – |
| Black Brant XI i 11A                       | 1990              |                   | 3             | 320 kg na 500 km 550 kg na 350 km                                                   | Talos                                      | Taurus (Honest John) / M-6 lub Terrier | –                 | –                 | – |
| Black Brant XII                            | 1988              |                   | 4             | 136 kg na 1500 km 522 kg na 500 km                                                  | Mk 11 Mod 5 Talos                          | Taurus (Honest John) / M-6             | 26KS20000 mod.    | Nihka / 17KS12000 | – |
| Black Brant XIIA                           | 2014              |                   | 4             | 136 kg na 1500 km z 85° 521 kg na 500 km z 85°                                      | Mk 11 Mod 5 Talos                          | Terrier Mk.70                          | 26KS20000 mod.    | Nihka / 17KS12000 | – |

## Podsumowanie startów
Według dostępnych informacji wystrzelono ponad 900 sztuk rakiet rodziny Black Brant.
|                        | ASC | ARR | CLBI | CEL | CP | EA | Eglin | Esr | FC  | KTF | PFRR | MNPS | RN | S | SS | SRR | CT | WFF | WIS | WSMR | Inne             | Razem |
| ---------------------- | --- | --- | ---- | --- | -- | -- | ----- | --- | --- | --- | ---- | ---- | -- | - | -- | --- | -- | --- | --- | ---- | ---------------- | ----- |
| Black Brant I          |     |     |      |     |    |    |       |     | 14  |     |      |      |    |   |    |     |    |     |     |      |                  | 14    |
| Black Brant II         |     |     |      |     |    |    |       |     | 53  |     |      |      |    |   |    |     |    |     |     |      |                  | 54    |
| Black Brant IIB        |     |     |      |     |    |    |       |     | 4   |     |      |      |    |   |    |     |    |     |     |      |                  | 4     |
| Black Brant III        |     |     |      |     |    |    | 2     | 3   | 21  |     |      | 6    |    |   |    |     |    | 4   |     |      | EQ - 2. V - 2.   | 40    |
| Black Brant III B      |     |     |      |     |    |    |       |     | 4   |     |      | 6    |    |   |    |     |    | 2   |     |      | Gillam - 2.      | 14    |
| Black Brant IV A       |     | 2   | 9    |     |    |    | 2     |     | 17  |     | 2    |      |    |   |    |     |    | 1   |     |      |                  | 33    |
| Black Brant IV B       |     | 1   | 1    |     | 7  | 2  |       |     | 12  | 1   |      |      | 1  |   | 3  |     |    | 1   |     |      | CLR - 1.         | 30    |
| Black Brant V A        |     | 6   |      |     |    |    |       |     | 16  |     | 1    |      |    |   |    |     |    |     |     |      | ChR -1.          | 24    |
| Black Brant V B        |     |     |      |     | 1  |    | 2     | 5   | 40  |     | 2    |      |    | 2 |    |     |    | 3   | 1   | 10   |                  | 66    |
| Black Brant V C        | 4   | 4   | 6    | 3   |    | 1  | 1     | 3   | 6   | 2   | 10   |      | 2  |   |    |     | 5  | 11  |     | 47   |                  | 105   |
| Black Brant VI         |     |     |      |     |    |    |       |     | 26  |     | 6    |      |    |   |    |     |    |     |     | 38   |                  | 70    |
| Black Brant VII        |     |     |      |     |    |    |       |     | 20  |     |      |      |    |   |    |     |    |     |     |      |                  | 20    |
| Black Brant VIII B     |     |     | 2    |     | 2  |    |       | 2   | 7   |     |      |      |    |   |    |     |    | 1   |     | 7    |                  | 21    |
| Black Brant VIII C     |     |     |      |     |    |    |       | 4   | 4   |     | 9    |      | 2  |   | 1  |     |    | 4   |     | 65   | SM - 1.          | 90    |
| Black Brant IX / Mod2  |     | 2   |      |     |    |    |       | 4   | 2   |     | 19   |      | 1  |   | 3  |     | 7  | 12  | 12  | 193  | RTS - 1. SN - 6. | 264   |
| Black Brant IX B / BM1 |     |     |      |     |    |    |       | 2   | 2   |     |      |      |    |   |    |     |    |     |     | 1    |                  | 5     |
| Black Brant IX C / CM1 |     |     |      | 3   |    |    |       |     |     |     |      |      |    |   |    |     |    | 1   |     | 20   |                  | 24    |
| Black Brant X          | 1   | 2   |      |     | 2  |    |       |     |     |     | 12   |      |    |   | 2  | 2   |    | 11  |     |      |                  | 30    |
| Black Brant X B        |     | 1   |      |     |    |    |       |     | 3   |     |      |      |    |   |    |     |    |     |     |      |                  | 4     |
| Black Brant X C        |     |     |      |     |    |    |       |     |     |     | 3    |      |    |   |    | 2   |    | 2   |     |      |                  | 7     |
| Black Brant XI         |     | 1   |      |     |    |    |       |     |     |     | 2    |      |    |   |    |     |    | 6   |     |      |                  | 9     |
| Black Brant XII        |     | 6   |      |     |    |    |       |     |     |     | 19   |      |    |   |    |     |    | 3   |     |      |                  | 28    |
| Black Brant XII A      |     | 2   |      |     |    |    |       |     |     |     |      |      |    |   |    |     |    |     |     |      |                  | 2     |
| Razem                  | 5   | 27  | 18   | 6   | 12 | 3  | 7     | 23  | 251 | 3   | 85   | 12   | 6  | 2 | 9  | 4   | 12 | 63  | 13  | 381  | 16               | 958   |

## Misje
Rakiety z rodziny Black Brant służyły m.in. badaniom widma Merkurego przy pomocy wystrzelonego spektrometru ultrafioletowego, pól elektrycznych wewnątrz zorzy polarnej (misja ACES), plazmy przez uwolnienie pyłu aluminiowego w jonosferze, szacowaniu ilości wodoru w przestrzeni międzyplanetarnej (misja HYPE), a także testom nowych rozwiązań, jak np. nadmuchiwana tarcza osłaniająca pojazd kosmiczny przy wejściu w atmosferę.
Te popularne rakiety badawcze wystrzeliwano nie tylko z bazy w Fort Churchill, ale także z kosmodromów amerykańskich (m.in. nadatlantyckiego Wallops Flight Facility, poligonu rakietowego White Sands Missile Range w Nowym Meksyku, poligonu eksperymentalnego im. Ronalda Reagana na atolu Kwajalein i poligonu badawczego Poker Flat na Alasce) oraz innych (m.in. kosmodromu Andøya w północnej Norwegii, Esrange w północnej Szwecji, a także kosmodromu Alcântara i Centro de Lançamento da Barreira do Inferno w Brazylii).